# Marnaz
Marnaz este o comună în departamentul Haute-Savoie din sud-estul Franței. În 2009 avea o populație de 5.208 de locuitori.

## Evoluția populației
| An        | 1975  | 1982  | 1990  | 1999  | 2006  | 2009  |
| --------- | ----- | ----- | ----- | ----- | ----- | ----- |
| Populație | 2.949 | 3.595 | 4.019 | 4.442 | 5.111 | 5.208 |